# Kristijan Krajina
Kristijan Krajina (Osijek, 30 januari 1990) is een Kroatisch basketballer.

## Carrière
Krajina speelde van 2009 tot 2015 collegebasketbal voor de Mount St. Mary's Mountaineers. Hij keerde in 2015 terug naar Kroatië en tekende bij GKK Šibenka, waar hij een seizoen speelde. In 2016 ging hij spelen voor KK Zadar, waar hij bleef tot in 2019. Hij tekende in 2019 voor BK VEF Riga en maakte in februari 2020 de overstap naar het Roemeense CSM Oradea. In juli 2020 tekende hij bij KK Cibona, maar vertrok hier alweer in november van dat jaar. In februari 2021 tekende hij bij de Zwitserse recordkampioen Fribourg Olympic.
In de zomer van 2021 tekende hij bij de Belgische eersteklasser Phoenix Brussels. In december 2021 tekende hij bij de Poolse eersteklasser GTK Gliwice. Hij tekende in 2022 in Taiwan bij New Taipei CTBC DEA, waarmee hij in 2023 landskampioen werd.

## Erelijst
- T1 League-kampioen: 2023
- T1 League All-Star: 2023